# Haraga, Somvarpet
Haraga là một làng thuộc tehsil Somvarpet, huyện Kodagu, bang Karnataka, Ấn Độ.